# トウィンクル クイーン
『トウィンクル クイーン』 (Twinkle Queen) は、マイルストーンより2010年8月26日に発売されたWii用多人数美少女格闘ゲームである。「トゥインクル クイーン」は誤表記。

## 概要
- G線上の魔王（あかべぇそふとつぅ）
- 祝福のカンパネラ（ういんどみる）
- 真・恋姫†無双 〜乙女繚乱☆三国志演義〜 (BaseSon)
- タユタマ -Kiss on my Deity- (Lump of Sugar)

上記4作品のキャラクターがメーカーの垣根を越えて登場する。いずれも一般メディアにも進出したアダルトゲーム作品からの出場である。なお、『G線上の魔王』は今作がコンシューマー初登場になる。
本作は『タツノコ VS. CAPCOM』シリーズのように1人が控えとして待機し、一定の条件で交代することができる仕様である。

## 登場人物
『真・恋姫†無双 〜乙女繚乱☆三国志演義〜』より
桃香（とうか）
声：安玖深音
華琳（かりん）
声：乃嶋架菜
雪蓮（しぇれん）
声：サトウユキ
『タユタマ -Kiss on my Deity-』より
泉戸 ましろ（みと ましろ）
声：松田理沙
河合 アメリ（かわい あめり）
声：花野香
如月 美冬（きさらぎ みふゆ）
声：三咲里奈
『祝福のカンパネラ』より
カリーナ・ベルリッティ
声：莉稲るり
チェルシー・アーコット
声：宮川なつき
アニエス・ブーランジュ
声：春山琴巳
『G線上の魔王』より
宇佐美 ハル（うさみ はる）
声：瑞沢渓
浅井 花音（あざい かのん）
声：こおろぎさとみ
時田 ユキ（ときた ゆき）
声：ひと美

## スタッフ
- 主題歌「TWINKLE HAPPINESS」
  - 歌：榊原ゆい、作詞：kumarisu、作曲・編曲：DJ Shimamura